# معركة موار
كانت معركة موار آخر معركة كبرى في حملة الملايو خلال الحرب العالمية الثانية، وقعت في الفترة من 14 إلى 22 يناير في عام 1942 حول جسر جيمنساه وعلى نهر موار. بعد الهزيمة البريطانية على نهر سليم، قرر اللواء أرشيبالد ويفل، قائد فرقة القوات الأمريكية البريطانية الهولندية الأسترالية، سحب الفيلق الهندي الثالث للفريق الثاني لويس هيث 240 كيلومترًا (150 ميلًا) جنوبًا إلى ولاية جوهر للراحة وإعادة التجمع، بينما تقوم الفرقة الأسترالية الثامنة بمحاولة لوقف التقدم الياباني.
ألحق الجنود المتحالفون بقيادة غوردون بينيت خسائر فادحة بالقوات اليابانية في كمين جسر جيمنساه، وفي معركة ثانية على بعد بضعة كيلومترات شمال مدينة جيماس. قتل أعضاء الفرقة الثامنة الأسترالية ما يقدر بنحو 700 فرد من فرقة الحرس الإمبراطوري الياباني في كمين على الجسر نفسه، في حين دمرت الأسلحة الأسترالية المضادة للدبابات عدة دبابات يابانية في معركة شمال جيماس.
على الرغم من أن الكمين كان ناجحًا بالنسبة إلى الحلفاء، إلا أن دفاع موار وبكري على الساحل الغربي كان بمثابة فشل كامل أدى إلى الإبادة شبه الكاملة للواء المشاة الهندي الخامس والأربعين، علاوة على خسائر فادحة في كتائب المشاة الأسترالية المرفقتين. كان هذا أول تواصل بين وحدات من الفرقة الثامنة عشر البريطانية والقوات اليابانية في مالايا.

## مقدمة
نُصب الكمين بأمر من قائد قيادة المالايا، الفريق الثاني آرثر بيرسيفال، فقد شعر بقوة أن الكمين هو السبيل لمحاربة اليابانيين. عُينت قوة متعددة الجنسيات تحت قيادة غوردون بينيت حملت الاسم الرمزي ويستفورس (القوة الغربية)، وذلك للدفاع عن مديرية موار. اتخذت ويستفورس مواقع تغطي الجبهة الأمامية من الجبال إلى شاطئ مضائق ملقا. كان هناك موقعان رئيسيان، وكلاهما مقسم إلى جزئين، كلاهما منفصل على نطاق واسع، وموصولان مع بعضهما البعض بشكل رئيسي من خلال قنوات اتصال ذات إشارات ضعيفة إلى حد ما.

### مراكز جيماس
كانت المنطقة الأولى حول الطريق الرئيسي المركزي والسكك الحديدية خارج سيغامات. القطاعات الفرعية الثلاثة هي:
- (أ) إلى جانب كل من الطريق والسكك الحديدية بالقرب من جيماس. شكل لواء المشاة الهندي الثامن القوة القابضة.[4]
- (ب) وُضع اللواء الأسترالي السابع والعشرون في الأمام على طول الطريق نفسه. تمثل دوره في القيام بهجوم مضاد، وكانوا قد أعدّ بالفعل كمينًا متقدمًا من كتيبة المشاة الأسترالية الثانية/ التاسعة والعشرين لليابانيين على بعد عدة كيلومترات عند جسر جيمنساه.[4]
- (ج) إلى اليسار كان لواء المشاة الهندي الثاني والعشرون المكلف بحراسة المقاربات المؤدية إلى سيغامات من ملقا، والتي تحاذي جانبي جبل أوفير.[4]

### مراكز جسر جيمنساه
قامت السرية ب التابعة للكتيبة الأسترالية الثانية/ الثلاثين، بقيادة النقيب ديزموند جي. دوفي، بترسيخ وإخفاء نفسها على جانب واحد من جسر جيمنساه، ممتدة بذلك على مجرى مائي كجزء من الكمين. كان الجسر بذاته ملغمًا بالمتفجرات، ووضعت مجموعة من المدفعية الميدانية على أرض مرتفعة وراء المشاة حيث يمكن التحكم في الاقتراب الياباني للجسر. كانت الكتيبة الأسترالية الثانية/ الثلاثون تحت قيادة المقدم فريدريك جاليغان، الذي كان ملقبًا بـ «بلاك جاك».
بالنسبة للجانب الياباني، تأسست قوة موكايد (بقيادة العقيد موكايدا) لتولي القيادة وأخذ الزمام من الفرقة اليابانية الخامسة المتعبة، وكانت القوة تقترب من جيماس والكمين الأسترالي في جسر جيمنساه. تألفت قوة موكايد في البداية من فوج الدبابات الأول مع كتيبة المشاة والمدفعية من أجل الدعم، وكانت تحت قيادة اللواء التاسع. عُززت القوة من قبل فوج المشاة الحادي عشر في 15 يناير. كان العقيد موكايدا قائدَ فوج الدبابات الأول، الذي كان يتكون من 31 دبابة من النوع 97 تشي-ها و17 دبابة من النوع ها-جو في بداية حملة الملايو.

## معرض صور

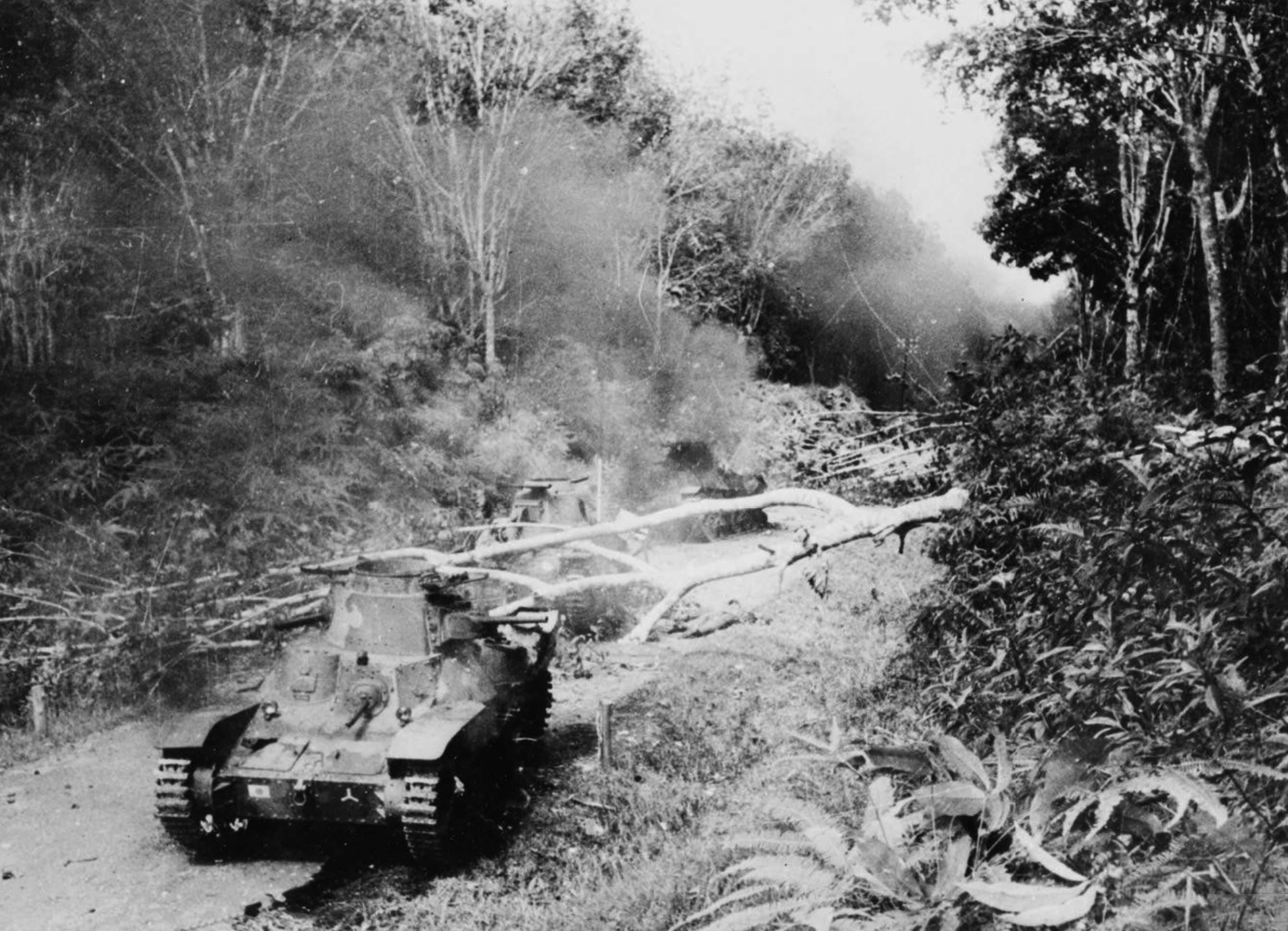
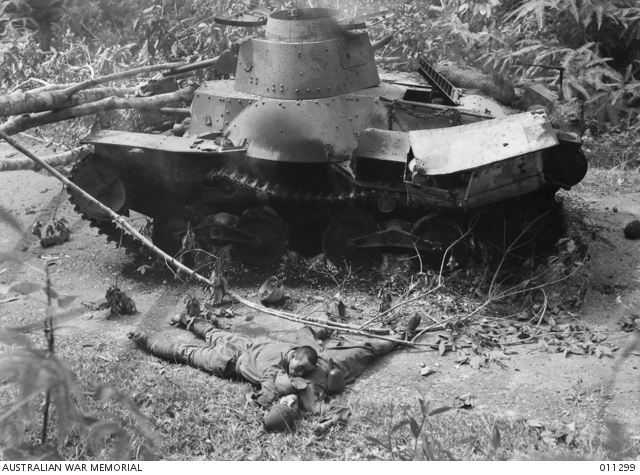
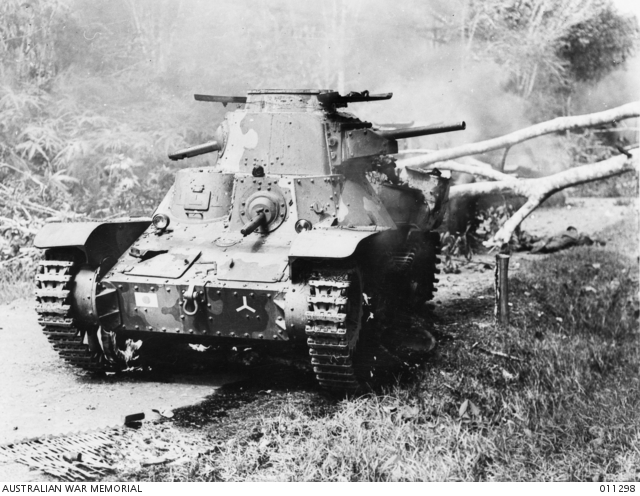
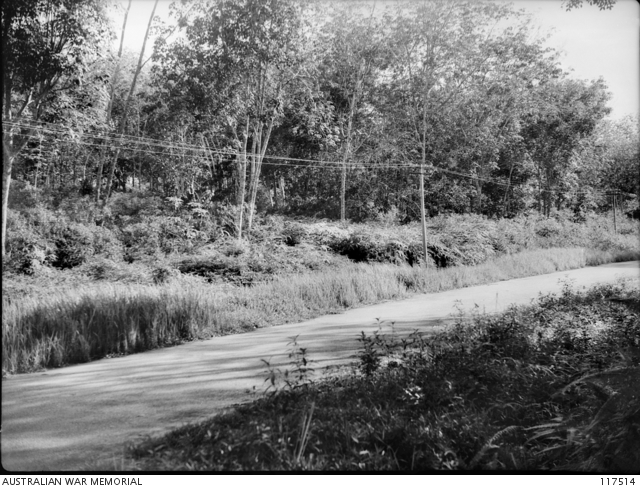